# Рождественский, Николай Фёдорович (юрист)
Николай Фёдорович Рождественский (1802, Санкт-Петербург — 27 января 1872, там же) — российский юрист, профессор Петербургского университета, действительный статский советник.

## Биография
Окончил гимназию, в 1819 году поступил на философско-юридический факультет созданного в этом же году Санкт-Петербургского университета; окончил его в 1823 году с серебряной медалью.
С 1823 года преподавал в Благородном пансионе Университета логику, психологию и философию; написал «Хронологическую таблицу древней истории философии» (1830) и «Руководство к логике с предварительным изложением кратких психологических сведений» (1826), выдержавшее 5 изданий.
С 1831 г. — адъюнкт Петербургского университета.
В 1836 году представлял к защите докторскую диссертацию на тему: «Рассуждение о мерах правительства к сохранению жизни и здравия народа». В 1838 году в Санкт-Петербургском университете защитил докторскую диссертацию на тему: «Историческое изложение русского законодательства о наследстве».
В 1842—1853 годах — ординарный профессор Санкт-Петербургского университета; читал русские законы благоустройства и благочиния и русское гражданское право. В 1853 году уволен по прошению.

## Научные взгляды
Был представителем юридического позитивизма, разделяемого значительной частью российских правоведов, и достаточно полно изложил суть этой доктрины в работе «Энциклопедия законоведения». Государство понималось им как союз людей, связанных семейными, родовыми и общественными отношениями и живущих на известном пространстве под управлением верховной власти. Право же представлялось им в виде совокупности законов, действовавших или действующих в известном государстве. Признавал два источника права: обычаи народа и законы, изданные верховной властью государства.
Отрицал какие бы то ни было социальные противоречия, полагая, что юридические законы находятся в последовательном согласовании с другими социальными законами (нормами): религиозными, нравственными, правилами благоразумия.
Наличие противоречий между отдельными видами законов является плодом несовершенного их понимания. Выявлять и разрешать такого рода противоречия — одна из задач юридических и иных наук. Именно они должны показать правила, посредством которых таковые коллизии могут быть предупреждены и устранены. В силу отсутствия каких-либо противоречий в обществе, полагал Рождественский, законы, которым каждый человек должен следовать в своём кругу, для всех одинаковы. В Новое время гармония общества нарушается появлением вредного по своим последствиям класса пролетариев. Однако Рождественский не поясняет, каким образом и в силу каких причин возник этот класс, и что нужно делать обществу, чтобы устранить возникшее противоречие и нейтрализовать «вредные последствия» деятельности пролетариата.
В типичном для позитивистского правопонимания духе Н. Ф. Рождественский интерпретировал методы юридической науки как совокупность догматического, исторического и философского методов и не видел их единой органической связи. Каждый метод, по мнению автора, применялся обособленно от других и образовывал самостоятельные отрасли правоведения. Как и всякий позитивист, Н. Ф. Рождественский менее всего был доволен философским методом. Философское изложение и изучение юридических законов, полагал он, имеет целью полное рациональное их объяснение как системы философских истин. Однако попытки философского объяснения законов с позиций теории естественного права и теории разумного права оказались неудачными, и философия законодательства пришла в хаотическое состояние.
Нет ни одного философского положения, которое имело бы всеобщее одобрение и могло бы служить руководством в познании действующих законов. Автор вновь попадает в необъяснимое противоречие с самим собой.
Ранее Рождественский определил главные начала законоведения как вечные, непреложные истины, которые служат основой всех законодательств. Однако если философия не справилась со своими задачами и не смогла выявить эти непреложные истины, то оказывается, что законоведение как наука пока что не располагает знанием своих объективных оснований. Каким же образом система знаний, лишенная объективных оснований, может претендовать на статус науки, и является ли она наукой в подлинном смысле этого слова? — ответ на эти вопросы в работах Н. Ф. Рождественского отсутствует; они даже не ставятся. Для Рождественского главная цель законоведения — изучение законов, действующих в каком-либо государстве, а с этой задачей любая юридическая наука успешно справляется с помощью догматических и исторических методов.
Н. Ф. Рождественский был сторонником энциклопедии законоведения как самостоятельной научной и учебной дисциплины, считал, что эта дисциплина, в свою очередь, подразделяется на две части: материальную и формальную. Материальная энциклопедия, по его мнению, занимается изложением основ нравственных начал и вытекающих из них составных частей законоведения. Формальная энциклопедия служит только введением в науку законоведения и потому ограничивается одним «голым распределением составных частей науки законоведения, не показывая их необходимости, не выводя их из основных начал», раскрытых и раскрываемых материальной энциклопедией.|11|09|2013}}

### Избранные труды
Источник — Электронные каталоги РНБ
- Рождественский Н. Ф. Краткое руководство к логике. — СПб.: тип. Мед. деп. М-ва вн. дел, 1826. — 86 с.
  - Руководство к логике. — 2-е изд., испр. — СПб.: тип. К. Крайя, 1836. — 185 с.
  - Руководство к логике, с предварительным изложением кратких психологических сведений. — 3-е изд., испр. и доп. — СПб.: напеч. иждивением бр. Матвея и Михаила Заикиных, 1838. — 199 с.
  - . — 4-е изд., испр. и доп. — СПб.: Деп. М-ва нар. прос., 1840. — 208 с.
  - . — 5-е изд., испр. и доп. — СПб.: тип. К. Крайя, 1844. — 212 с.
- Рождественский Н. Ф. Римское гражданское право, изложенное (по Маккельдею[5]). — СПб.: К. Крайя, 1829—1830.
  - . — СПб.: К. Крайя, 1829. — Т. 1: Краткая история и Общая часть римского и гражданского права. — 179 с.
  - . — СПб.: К. Крайя, 1830. — Т. 2: Особенная часть римского гражданского права, с указанием на некоторые гражданские Юстиниановы законы, заключающиеся во второй части Кормчей книги. — 528 с.
- Рождественский Н. Ф. Рассуждение о мерах правительства к сохранению жизни и здравия народа, сочиненное … для получения степени доктора законоведения. — СПб.: тип. Н. Греча, 1836. — 121 с.
- Рождественский Н. Ф. Историческое изложение русского законодательства о наследстве : Рассуждение, писан. для получ. степ. д-ра законоведения. — СПб.: тип. Н. Греча, 1839. — 90 с.
- Рождественский Н. Ф. Основания государственного благоустройства, с применением к российским законам. — СПб.: тип. Н. Греча, 1840. — 465 с.
- Рождественский Н. Ф. Рассуждение о влиянии греко-римского права на российские гражданские законы. — СПб.: тип. Штаба воен.-учеб. заведений, 1843. — 158 с.
- Рождественский Н. Ф. Руководство к российским законам. — СПб.: тип. Э. Праца, 1848. — 509 с.
  - . — 2-е изд., доп. — СПб.: тип. Э. Праца, 1848. — 623 с.
  - . — 3-е изд., доп. — СПб.: тип. Э. Праца, 1850. — 674 с.
  - . — 4-е изд., доп. — СПб.: тип. Э. Праца, 1851. — 692 с.
  - . — 5-е изд., доп. — СПб.: тип. Э. Праца, 1854. — 698 с.
- Рождественский Н. Ф. Законы государственного благоустройства и благочиния : Лекции. — СПб., 1848. — 316 с.
- Рождественский Н. Ф. Обозрение внешней истории русского законодательства, с предварительным изложением общего понятия и разделения законоведения. — СПб.: тип. Э. Праца, 1848. — 206 с.
- Рождественский Н. Ф. Руководство к военным законам. — СПб.: тип. Э. Праца, 1853. — 592 с.
- Рождественский Н. Ф. Энциклопедия законоведения. — СПб.: тип. Э. Праца, 1863. — 680 с.

## Награды
- орден Св. Анны 3 степени